# Statenverkiezingen Curaçao 2010/Kandidatenlijst/FOL
Dit is de lijst van kandidaten voor de Statenverkiezingen op Curaçao van 2010 voor de partij FOL. De lijsttrekker was Anthony Godett. De partij behaalde geen zetels en kreeg in totaal 4.354 stemmen (5,87%).

## Kandidatenlijst
Hieronder volgt de kandidatenlijst.
| Positie | Kandidaat                                 | Stemmen |
| ------- | ----------------------------------------- | ------- |
| 1       | Anthony Amadeo Godett                     | 2.464   |
| 2       | Maurice Hubert Pierre Philippe Adriaens   | 263     |
| 3       | Julio Gervasio Constansia                 | 192     |
| 4       | Mirna Altecracia Louisa-Godett            | 81      |
| 5       | Juniël Reinaldo Carolina                  | 348     |
| 6       | Perry Martis Gumbs                        | 37      |
| 7       | Jefferdion Garfield Raymond Polonius      | 159     |
| 8       | Almier Martha Godett                      | 207     |
| 9       | Jagdish Jack Oedjaghir                    | 93      |
| 10      | Frensel José Marchena                     | 55      |
| 11      | Henriëtte Margaretha van Rossum           | 6       |
| 12      | Luciano, Mayerdith Anicleta-Bouwland      | 42      |
| 13      | Maria Corelli Helena Clarita Rosalie Nita | 81      |
| 14      | Rignald Andrés Sling                      | 58      |
| 15      | Elfrid Ellory Capella                     | 22      |
| 16      | Christine-Marie Ramona Newton             | 21      |
| 17      | Ivan Abraham Strick                       | 35      |
| 18      | Ramsey Leonardo Betorina                  | 43      |
| 19      | Felix Antonio Goeloe Guzman               | 5       |
| 20      | Erno Máximo Candelaria                    | 30      |
| 21      | Leonel Clement Abrahams                   | 47      |
| 22      | Renfred Anthony Rojer                     | 65      |